# Piotr Hugues
Piotr Jerzy Hugues (ur. 12 października 1989 w Warszawie) – polski narciarz wodny. Jest reprezentantem Polski i AZS Warszawa. Poza narciarstwem wodnym trenuje także narciarstwo alpejskie w klubie WTS Deski, gdzie od 2008 roku jest również instruktorem.

## Kariera
Naukę jazdy na nartach wodnych rozpoczął w wieku 12 lat. Jednak wyczynowe narciarstwo wodne zaczął uprawiać dopiero kilka sezonów później. Specjalizuje się w skokach.

## Sukcesy

### Narciarstwo Wodne
2005
- 1. miejsce w skokach GRAND PRIX Juniorów
- 4. miejsce w skokach Mistrzostwa Europy Juniorów
- 2. miejsce drużynowo Mistrzostwa Europy

2006
- 1. miejsce w skokach Mistrzostwa Europy Juniorów

2008
- 3. miejsce drużynowo Mistrzostwa Europy
- 3. miejsce w skokach Mistrzostwa Polski
- 4. miejsce w skokach nocnych Netta Cup

2009
- 1. miejsce w skokach Mistrzostwa Polski